# بين اشكنازي
بين اشكنازي (بالإنجليزية: Ben Ashkenazi)‏ (5 أكتوبر 1994 في أستراليا - ) هو لاعب كريكت أسترالي.

## وصلات خارجية
- بين اشكنازي على موقع إي آس بي آن كريك إنفو (الإنجليزية)